# 韓国グランプリ
韓国グランプリ（かんこくグランプリ、韓国GP、英: Korean Grand Prix、朝: 코리아 그랑프리）は韓国の全羅南道・霊岩郡に建設された韓国インターナショナルサーキットにおいて、2010年から2013年まで開催されていたF1世界選手権シリーズの1戦である。不採算を理由に4回の開催で打ち切られた。

## 概要

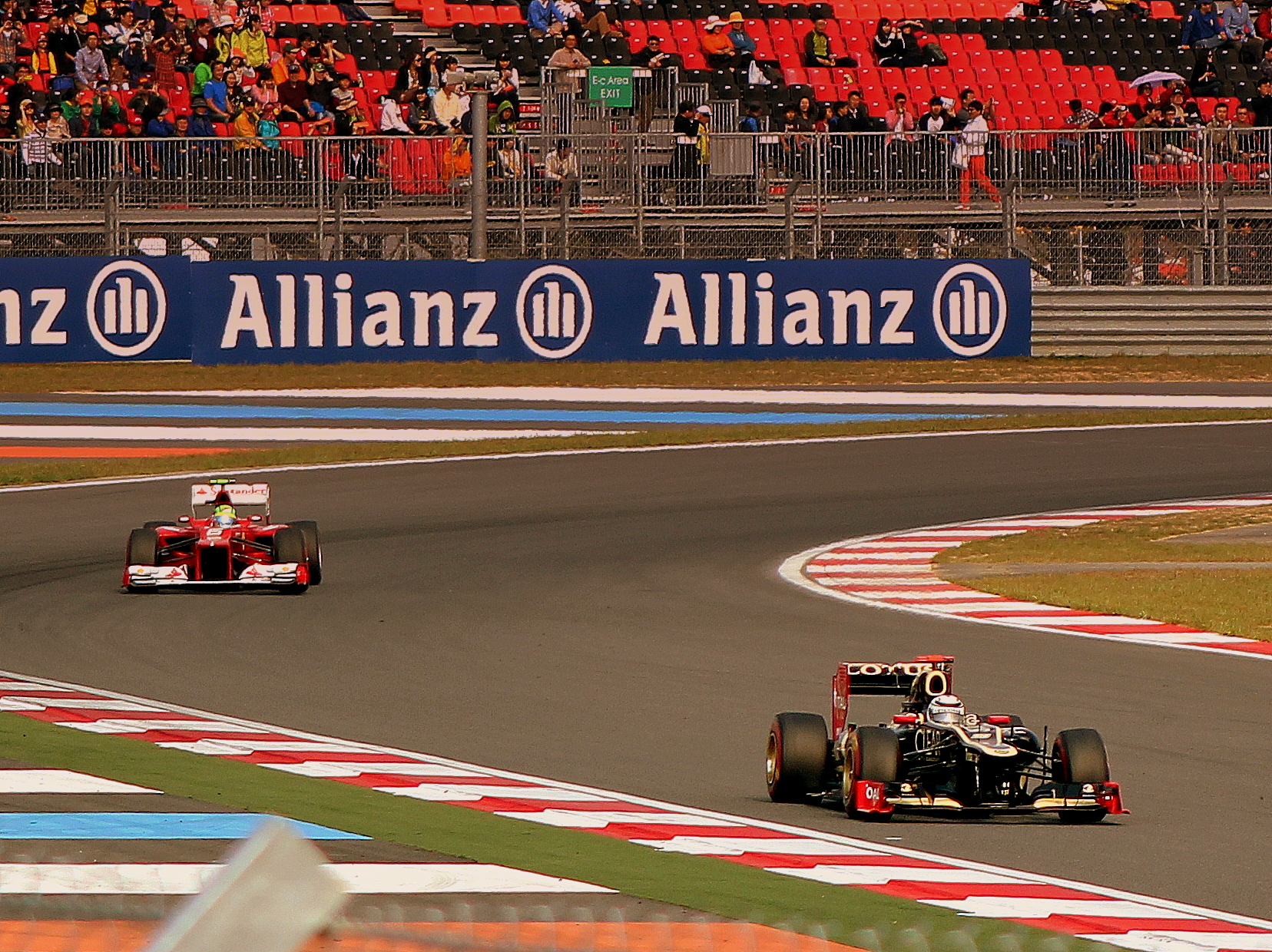
2012年の韓国GP

2006年10月に開催が決定。契約は2010年から2016年までの7年間で、5年延長のオプションも含まれるとされた。アジアでのF1開催は日本（日本GP・パシフィックGP）、マレーシア、中国、バーレーン、シンガポール、アブダビに続く7カ国目。2012年までは、例年10月の日本GPの翌週に開催されていたが、2013年は日本GPの前週の開催に入れ替わり、2014年は暫定カレンダーで4月開催に変更された後、不採算を理由に開催が中止された。2015年2月8日、2016年までの契約を抱えたまま、韓国F1大会組織委員会は解散を発表した。
運営は韓国オート・バレー・オペレーション（Korea Auto Valley Operation、KAVO）でMブリッジ・ホールディングス、全羅南道政府、全羅南道開発、SK建設、新韓銀行、農協、光州銀行の7者による合弁企業であった。

## 初開催に至る経緯
2009年8月に発表された2010年の暫定カレンダーには当該レースの記載がなかったが、翌月には韓国グランプリの記載が追加され、2010年10月17日開催予定と発表された。しかし、その後のスケジュール調整で日本グランプリとともに日程が1週間延期され、10月24日開催が確定した。
長雨の影響や干拓地特有の地盤強度の問題など様々な諸事情が重なり工期が大幅に遅れたが、2010年10月12日にFIAより開催可能なサーキットであると正式に承認された。但し、受けた承認は「レースが開催できる」という意味のものであり、サーキット舗装が完了した事によって降りたものであった。又、2010年の初回韓国GP開催までに、主催者側も未建設施設が残っている事を認めた。
初開催となる2010年韓国グランプリ成功へのバックアップの一環として、周辺の娯楽施設は協力的な姿勢をとっており、一部のゴルフ場では2010年韓国グランプリの入場券を無料で配布するなどの配慮を行った。法人など入場回数の多い会員やホールインワンをしたプレイヤー、あるいは平日の一部の時間帯で4回以上ラウンドすることが配布の条件となっていた。

## 第1回大会で露呈した問題点

### 宿泊施設問題
サーキット所在地は木浦市街に近いものの、主要な国際空港である仁川国際空港から400km以上離れているため、F1関係者は車で4時間移動しなければならないなど、長時間の陸上移動が必要である。サーキット周辺には外国人に対応できる観光ホテルが極めて少なく、関係者の多くが木浦にあるラブホテルを兼ねた韓国人向け宿泊施設に宿泊することになった。スクーデリア・フェラーリでさえ例外ではなくこうした宿泊施設に宿泊することとなり、（アロンソ、マッサの両名は観光ホテルであるホテル・ヒュンダイに宿泊できた）、英国放送協会のBBCのジャーナリストや日本人F1解説者の今宮純を始め、世界中のジャーナリストが同じような経験を余儀なくされた。イタリアのメディアでは「F1チームがセックスモーテルに押し込められた」と報じられた。さらにはこれらのホテルは日中は時間制である為、多くのVIPやジャーナリストにさらなる衝撃を与えたばかりか、一部のメディアでは借り切ったはずの部屋が、借主の留守中に短時間ではあるが別の利用者に二重利用されていると報じられた（ホテル側は事実を否定）。マクラーレンやウィリアムズはラブホテルを逃れており“セックスモーテルに押し込められた”他所の関係者を散々冷やかしていた。

### サーキット施設不備問題
F1初開催となった2010年10月24日の韓国GPではサーキット施設の不備で開催が危ぶまれ、特に前日23日から降り続く雨によって決勝当日は路面に水が張った状態となり、多くのドライバーが最悪の状況と評した。これは突貫工事で路面を舗装したことによってアスファルトの油分が抜け切れない状況での降雨が重なり、油分と水分が混ざり合って非常に滑りやすい路面となった為である（かなり工期を急いだことで、通常サーキットで行われる排水処理の工事まで手が回らなくなった為とも言われている）。このせいで最初の4周以降は雨がやんでいるのにもかかわらず、酷い水飛沫が上がる重度のウェットコンディションが40周以上続き、24台中9台がクラッシュした。
また縁石については路面に紅白のペンキを塗っただけの箇所が多く、その部分は脆くなっている為にマシンが通る度に凹み、縁石上を攻めるとタイヤが宙に浮く現象が発生した。これによりヒスパニア・レーシング・チームの山本左近のマシンが溝となった部分にタイヤを乗せてしまい、ドライコンディションにもかかわらず予選でスピンを起こしている。
さらには国際F3が11月に開催される予定であったが、開催をキャンセルした。理由は移動式スタンドの強度不十分を理由とした危険性を判断した為であった。

### マーシャルの習熟度不足
セーフティカー走行中（本来は追い越し禁止の黄旗が振られる状況）に緑旗を振ったり、マーク・ウェバーのマシンがエンジントラブルで炎上しても歩いて向かう等（結局ウェバーは自分一人で消火作業をした）、マーシャル（英：Marshals、レース運営係員）の習熟度不足が浮き彫りになった。2013年には車両火災で残存する部品に影響を与えない二酸化炭素消火器ではなく、残存する部品と化学反応を起こして侵食する粉末消火器を使用してレッドブルチームのF1マシンを1台廃車にしている。その際には、マーシャルの独断で消火器を搭載した一般車を走行させ、F1マシンの進路を塞いだため急遽FIAのセーフティーカーが出動する事になった。またクラッシュしたマシンをクレーンで運ぶ際にコース外の土をまき散らしながら走る一幕もあり、上記のマーシャル習熟度不足と合わせ安全管理意識の低さを露呈させた。

### 観客動員と興行収入
建設工事の大幅な遅れから2010年韓国グランプリの開催承認も当然ながら大きくずれ込んでしまった為、チケットの拡販に対するプロモーション活動に十分な時間を与える事が出来なかった。これにより、チケット販売の業績が低迷した。この対処として「当日券」という形で値引き販売、あるいは実質の無料譲渡を行うなどの措置を行い、観客動員数の向上を図った。尚、第1回大会の「当日券サービス」は同じく初回大会のチケット販売が低迷したトルコグランプリなどでも行われている。また、大韓民国文化体育観光部の韓国観光広報大使としても活動する韓国人俳優のリュ・シウォンが2010年韓国グランプリのサポートレースである「ヒュンダイ・シリーズ」に参戦する事が発表され、リュのファン層などによる観客動員数の向上を図った。
これらの努力の結果、KAVOは第1回韓国グランプリの決勝日に延べ8万人もの観客動員数を記録したと発表した。
また、工期の遅延や建設費用が予定していたよりも膨れ上がってしまった事からこのままでは2011年に開催されるレースで興行的な成功が見込めないと判断された事が原因となり、2011年1月に臨時開催された株主総会で会長職を務めていたチャン・ユンチョが解任され、後任に元駐スイス韓国大使であるパク・ウォンファが就任した。

### 評価
第1回韓国GP開催後、KAVO自身がまだ至らない部分が多々あった事を教訓として今後はサーキット、駐車場等のインフラ整備から警備員・マーシャル等の教育まで徹底し今後の開催に向けて準備を進めるよう宣言した。その後、国際自動車連盟 (FIA) から2010年のベストプロモーター賞に選ばれたが、これに関しては複数のジャーナリストから選出に値しないと異議が挙がった。

## 毎大会を通しての問題点

### 観客の少なさ
コースレイアウトに対する評価は高いものの、観客が非常に少ないため客席に無数の案山子を設置する対策が施されたが、グランプリとしての雰囲気が足りないと評価されている。

### 低い収益性と赤字
韓国グランプリは、初開催の2010年大会から第4回にあたる2013年大会まで4年連続して多額の運営赤字を計上し累積赤字は6761億ウォンとなっている。4年間の大会運営費に3009億ウォン、サーキットの建設費に4932億ウォンの計7941億ウォンを使ったが、収入は1180億ウォンにすぎなかった。 
2011年大会終了後に、韓国の大会主催者は財政面を改善するためにF1の商業権管理者であるフォーミュラワン・マネジメント（FOM）のバーニー・エクレストンと交渉し、テレビ放映権料と当初4370万ドルだった開催権料の値下げに成功した。
2012年大会終了時も赤字が継続していたが、韓国側は長期的にみれば開催で大きなメリットが期待できると述べていた。

## 大会中止の経緯

### 2014年大会
2013年大会終了後、2014年大会の開催権交渉では韓国側から不採算を理由に既に値下げされていた開催権料2700万ドルをさらに2,000万ドルに値下げするよう提案が行われたが、フォーミュラワン・マネジメント（FOM）側が度重なる減額交渉を拒絶、2014年の開催カレンダーから韓国グランプリが除外される原因のひとつとなった。

### 2015年大会
2015年大会は、2014年12月3日付の2015年度暫定カレンダーに「確認中」とのただし書きが添えられた上でスペインGPと連戦の第5戦として掲載されていたが、同年末にはカレンダーから削除された。これは、2010年大会から2016年大会までの7年に渡って大会を開催するという当初の契約上、韓国側の大会組織委員会が開催を望んでいなくても一応は当初カレンダーにスケジュールを載せざるを得なかったことが理由であった。15年韓国GP不開催の違約金は、GP開催のライセンス料4300万ドル（約51億円）の倍額、8600万ドル（約102億円）に上る可能性がある。

### 2014年および2015年大会への違約金請求
事前に危惧された通り、フォーミュラ・ワン・マネジメントは2014年および2015年の韓国GP未開催の違約金として、最大1億ドル（当時約120億円）の支払いを求める通知を大会組織委員会に送付していたことが朝鮮日報の取材により判明している。

## 2016年大会と違約金問題
韓国の大会組織委員会は、契約最終年となる2016年大会も予想される不採算を理由に開催しないことを望んでいたが、F1の興行権を持つフォーミュラワン・マネジメント（FOM）から、不開催の違約金として、開催した場合の赤字額より高額となる開催権料4300万ドル、もしくはその倍額の8600万ドルを支払わされる可能性が発生したため、一転して2016年は開催するとの意向を示した。その一方で「違約金交渉」も予定しており、交渉次第ではFOMが訴訟を提起する可能性があることについて韓国側は「訴訟による利益が見込めないため、FOMは訴訟しない」と判断しているとされる。

## レース結果
| 年    | 決勝日   | ラウンド | サーキット | 勝者                   | コンストラクター  | 結果 |
| ----- | -------- | -------- | ---------- | ---------------------- | ----------------- | ---- |
| 2010  | 10月24日 | 17       | 霊岩       | フェルナンド・アロンソ | フェラーリ        | 詳細 |
| 2011  | 10月16日 | 16       | 霊岩       | セバスチャン・ベッテル | レッドブル-ルノー | 詳細 |
| 2012  | 10月14日 | 16       | 霊岩       | セバスチャン・ベッテル | レッドブル-ルノー | 詳細 |
| 2013  | 10月06日 | 14       | 霊岩       | セバスチャン・ベッテル | レッドブル-ルノー | 詳細 |
| 出典: |          |          |            |                        |                   |      |